# Älgtjärnen (Ore socken, Dalarna, 681710-146527)
Älgtjärnen är en sjö i Rättviks kommun i Dalarna och ingår i Ljusnans huvudavrinningsområde.